# Colleton County
Colleton County är ett administrativt område i delstaten South Carolina, USA. År 2010 hade countyt 38 892 invånare. Den administrativa huvudorten (county seat) är Walterboro. 

## Geografi
Enligt United States Census Bureau har countyt en total area på 2 934 km². 2 735 km² av den arean är land och 199 km² är vatten. 

### Angränsande countyn
- Orangeburg County, South Carolina - nord
- Dorchester County, South Carolina - nordöst
- Charleston County, South Carolina - öst
- Beaufort County, South Carolina - syd
- Hampton County, South Carolina - väst
- Allendale County, South Carolina - väst
- Bamberg County, South Carolina - nordväst